# Tanypus villipennis
Tanypus villipennis är en tvåvingeart som först beskrevs av Jean-Jacques Kieffer 1918.  Tanypus villipennis ingår i släktet Tanypus och familjen fjädermyggor. Inga underarter finns listade i Catalogue of Life.